# Breguet Bre 690
Il Breguet Bre 690 e la serie di velivoli da esso derivati erano una famiglia di bimotori di costruzione interamente metallica inizialmente sviluppati e prodotti dall'azienda francese Société anonyme des ateliers d'aviation Louis Breguet quindi, a seguito della nazionalizzazione, negli stabilimenti Société nationale de constructions aéronautiques du Nord (SNCAN), Société nationale des constructions aéronautiques de l'ouest (SNCAO) e Société nationale de constructions aéronautiques du Centre (SNCAC) (a seconda dai modelli) tra la fine degli anni trenta e l'inizio degli anni quaranta.

## Storia del progetto
Intorno alla metà degli anni trenta in Europa si sviluppa il concetto di caccia pesante bimotore bi-triposto che darà origine in Germania al Messerschmitt Bf 110 e nei Paesi Bassi al Fokker G.I. In quest'ambito anche le autorità militari francesi decisero di valutare le caratteristiche di una simile tipologia di velivolo e, nel 1935, l'Armée de l'Air (l'aeronautica militare francese) emise una specifica per la fornitura di un nuovo caccia triposto definito di categoria C3 (Chasse Triplace). Furono otto le aziende nazionali che avviarono il progetto di massima per rispondere a tale richiesta tra cui l'Hanriot, che sviluppò l'H.220, la Breguet, con il Bre 690, la Loire-Nieuport che presentò l'LN-20, la Potez con il suo 630 e la Romano con il Ro.110.
La Breguet iniziò lo sviluppo nella propria sede di Vélizy-Villacoublay affidando la direzione del progetto a Georges Ricard. Questi disegnò un velivolo bimotore monoplano ad ala media di costruzione interamente metallica al quale venne assegnata la designazione Bre 690. Il velivolo risultava più pesante di quanto richiesto dalle autorità militari francesi per una precisa scelta commerciale in previsione di poterne sviluppare più versioni ottimizzate in base al ruolo richiesto. Infatti la contemporanea esigenza da parte dell'Armée de l'air di dotarsi di un nuovo aereo da attacco al suolo biposto suggerì al team di sviluppo di integrare le caratteristiche necessarie affinché potesse essere facilmente convertito anche in quel ruolo.
La costruzione del prototipo Bre 690.01 iniziò nel corso dello stesso 1935 ma, a causa di ritardi nel suo completamento, le autorità francesi dichiararono il Potez 630 vincitore della competizione, destinandogli di preferenza le consegne dei motori. Il Bre 690 venne portato in volo solamente l'anno successivo, il 23 marzo 1938, quando si rese disponibile una coppia di radiali Hispano-Suiza 14AB (02 e 03, rispettivamente a funzionamento destrorso e sinistrorso) da 680 CV di potenza (500 kW).
Fin dai primi test eseguiti presso l'azienda, l'aereo mise in evidenza prestazioni migliori rispetto al velivolo vincitore del concorso e la Breguet ricevette immediatamente un primo ordine per la realizzazione di dieci esemplari, ancor prima che fosse noto l'esito delle prove di valutazione ufficiali: denominato Bre 691, l'aereo sarebbe stato destinato a compiti di attacco al suolo. Le modifiche per la trasformazione da aereo da caccia non comportarono criticità rilevanti: nello spazio originariamente destinato al terzo membro dell'equipaggio venne ricavata la stiva per le bombe e modifiche di dettaglio interessarono la dotazione delle armi da fuoco a disposizione dell'equipaggio.
Il prototipo di questa versione fu portato in volo il 22 marzo del 1939 seguito, il 15 maggio, dal primo esemplare prodotto in serie. Gli ordinativi erano nel frattempo cresciuti, ma l'impiego dei primi esemplari consegnati fece emergere la scarsa affidabilità dei motori prescelti. Per ovviare a questi problemi vennero approntate due diverse alternative: il Bre 692 che avrebbe dovuto impiegare motori Gnome-Rhône 14N (da oltre 990 CV) ed il Bre 693, equipaggiato con motori Gnome-Rhône 14M da 700 CV. Mentre il primo progetto non lasciò mai il tavolo da disegno, il secondo diede vita alla variante di maggior produzione in serie: sostituendo il "691", a partire dal settantanovesimo esemplare, alla fine fu costruito in 234 unità.
Tra l'autunno del 1939 e la primavera del 1940 lo sviluppo del progetto produsse una considerevole quantità di varianti volte sia a migliorare le prestazioni dell'originaria versione da attacco, sia ad impiegare una cellula ormai collaudata in ruoli diversi da quello iniziale.
Così al fine di sviluppare ulteriormente e nello stesso tempo affrancare dalla produzione di motori nazionali il modello in produzione, nacque la variante Bre 695, equipaggiata con motori Pratt & Whitney Twin Wasp Junior capaci di erogare la potenza di 825 hp, il cui prototipo volò il 3 marzo del 1940; ne furono complessivamente realizzate cinquanta unità.
Al contrario non ebbero futuro le versioni Bre 696 e Bre 699: si trattava di versioni che differivano dal "693" per le maggiori dimensioni del vano bombe e per una diversa composizione dell'armamento frontale; il "696", dotato degli stessi motori del "693", fu portato in volo il 3 novembre del 1939 ma il prototipo fu l'unico esemplare prodotto, mentre il "699" (che avrebbe dovuto impiegare i Twin Wasp Junior) non vide mai la luce.
La variante Bre 694 nacque come ricognitore triposto, dotato dei motori Gnome-Rhône 14M; questa variante attirò l'attenzione di compratori stranieri: un contratto di costruzione su licenza venne sottoscritto con la Société Anonyme Belge de Constructions Aéronautiques, per la realizzazione di 32 aerei da fornire alla Aviation militaire, mentre la Svenska Flygvapnet ordinò 12 esemplari direttamente alla Breguet. Il prototipo volò il 20 gennaio del 1940, anche in questo caso senza seguito alcuno.
Il 18 ottobre del 1939 venne invece portato in volo un esemplare di "691" modificato per svolgere le funzioni di caccia "pesante": dotato di motori Gnôme & Rhône 14N e denominato Bre 697 era destinato a fungere da sviluppatore per la versione di serie indicata come Bre 700; fece registrare prestazioni interessanti durante le prove di valutazione ma l'avverso andamento del conflitto ne minò le sorti impedendo l'evasione dell'ordine per due prototipi del Bre 700 e ponendo fine ad ogni ulteriore possibilità di sviluppo del progetto.

## Tecnica

### Struttura
Il Breguet 690 era un monoplano ad ala media caratterizzato dall'ampia sezione ovale della fusoliera e dal muso relativamente corto, che conferiva al velivolo, se visto frontalmente, una certa somiglianza con il Bristol Beaufighter. La cabina di pilotaggio era destinata ad ospitare due o tre persone: oltre al pilota ed al navigatore, nel prototipo e nella versione da ricognizione era prevista la presenza di un mitragliere/telegrafista. Questa terza postazione era invece sostituita dal vano bombe nelle versioni destinate al bombardamento.
Le ali avevano andamento rettilineo e considerevole rastrematura verso le estremità; il bordo d'entrata aveva inizio in corrispondenza della cabina di pilotaggio mentre quello d'uscita terminava all'inizio del vano bombe. Nella sezione interna dell'ala erano alloggiate le gondole dei motori che avevano termine oltre il bordo d'uscita e che alloggiavano gli elementi principali del carrello d'atterraggio. In coda gli impennaggi erano di tipo bideriva.
Il carrello era di tipo triciclo posteriore, retrattile: i due elementi monoruota anteriori si ritraevano longitudinalmente verso la coda del velivolo, rimanendo parzialmente al di fuori delle gondole dei motori; al posteriore era presente un ruotino d'appoggio, carenato.

### Motore
Sui diversi velivoli appartenenti alla serie 690 era previsto l'impiego di diverse unità motrici che tuttavia, anche alla luce della repentina invasione del territorio francese nel corso del 1940, non in tutti i casi trovarono impiego nelle versioni cui erano destinati. Si trattò, in ogni caso di motori radiali e sempre impiegati nelle versioni a rotazione opposta (al fine di ridurre le forze di torsione trasmesse alla fusoliera).
Il prototipo ed i velivoli della variante 691 impiegarono gli Hispano-Suiza 14AB, motori a 14 cilindri disposti su due stelle e con raffreddamento ad aria in grado di sviluppare la potenza di 680 CV ma l'inaffidabilità di queste unità motrici condusse alla realizzazione della variante 693, equipaggiata con gli Gnome-Rhône 14M, da 700 CV e dalla medesima architettura.
Su decisione del governo francese venne realizzata la versione 695 del bombardiere, caratterizzata dall'impiego di motori statunitensi Pratt & Whitney Twin Wasp Junior: questi, ancora una volta radiali a 14 cilindri, erano più potenti dei precedenti (circa 836 CV) ma avevano anche maggiori dimensioni che riducevano la visuale laterale del pilota.
L'ultimo dei motori legato alle vicende dei Breguet serie 690 fu il Gnome-Rhône 14N: ancora una volta invariato nella struttura costruttiva, questo motore sviluppava la potenza di 1 070 CV ma le versioni che avrebbe dovuto equipaggiare (precisamente la 692 e la 700) non ebbero modo di lasciare i tavoli da disegno dell'azienda francese.

### Armamento
Anche per quanto riguarda l'armamento le diverse varianti della serie 690 presentano tra loro alcune variazioni, soprattutto in ragione del diverso compito cui furono destinate.
Il prototipo, realizzato in previsione dell'impiego come aereo da caccia, vedeva l'impiego di due cannoni Hispano-Suiza HS.404 in funzione offensiva ed una mitragliatrice MAC 1934 per la difesa della zona posteriore, a disposizione del navigatore/mitragliere.
Per la versione 691, oltre all'introduzione del carico di caduta consistente in 400 kg di bombe, si provvide a sostituire il cannone di sinistra con due mitragliatrici MAC 1934 e ad inclinare di 15° tutte le armi anteriori. Secondo alcuni sarebbero presenti altre due mitragliatrici MAC 1934: una per la difesa posteriore ed un'altra disposta nella parte inferiore della fusoliera, sparante verso il basso.
Anche nel caso della variante 693 le fonti reperite non concordano su tutti i dettagli: se il carico di caduta di 400 kg e le armi frontali e la terza mitragliatrice sparante verso il basso vengono citate in tutti i casi, non trova conferma la presenza della quarta mitragliatrice dorsale posteriore e quella di ulteriori due mitragliatrici disposte nelle gondole motore e sparanti all'indietro, introdotte negli ultimi esemplari della serie.
La versione da ricognizione 694 risulta armata di due sole mitragliatrici (ma senza ulteriori indicazioni circa il loro posizionamento), mentre non vengono fornite indicazioni circa la dotazione di armi prevista per le versioni 698 (bombardiere in picchiata) e 700 (caccia pesante).

## Impiego operativo
Schierati nei Groupe de Bombardement d'Assaut dell'Armée de l'air a partire dall'autunno del 1939, i primi Breguet 691 vennero rimpiazzati dai 693 già a partire dall'aprile del 1940 proprio mentre la riorganizzazione operativa dell'aeronautica militare francese dava vita ai nuovi Groupement d'Assaut. Il giorno 10 maggio, data d'inizio del Fall Gelb, i Groupement 18 e 19 potevano schierare complessivamente diciannove esemplari di 691 e trentotto di 693.
La prima missione di contrasto alle truppe tedesche fu compiuta, nel nord-est della Francia, la sera del giorno 12 da dodici velivoli della Escadre 54 del Groupement 18; solo due aerei rientrarono alla base, di cui uno danneggiato in modo irreparabile.
Nei giorni successivi, operando da basi a sud di Parigi, gli stessi reparti lanciarono diversi attacchi contro le Panzer-Division nella zona di Arras, Cambrai e Bapaume; i primi giorni di giugno teatro delle operazioni furono le aree della Somme. Le ultime operazioni di combattimento ebbero luogo il giorno 22 giugno, giorno stesso della firma dell'armistizio che segnò la resa della Francia: in circa 500 missioni andarono complessivamente perduti venticinque 691, settantanove 693 e due 695.
Il giorno 23 giugno i velivoli superstiti furono riuniti presso la base di Mont-de-Marsan per poi raggiungere, il giorno successivo, l'aeroporto di Francazal a Tolosa, nel territorio francese amministrato dal Governo di Vichy, alle dipendenze del quale furono poste le Escadres 51 e 54.
Nel novembre del 1942, in occasione dell'operazione Anton, gli aerei furono sequestrati dalle forze tedesche e trasferiti all'Italia dove, presi in carico dalla Regia Aeronautica furono impiegati in compiti di addestramento.

## Versioni
I dati sulle versioni, se non diversamente indicato, sono tratti da "In action, Aircraft Number 189".

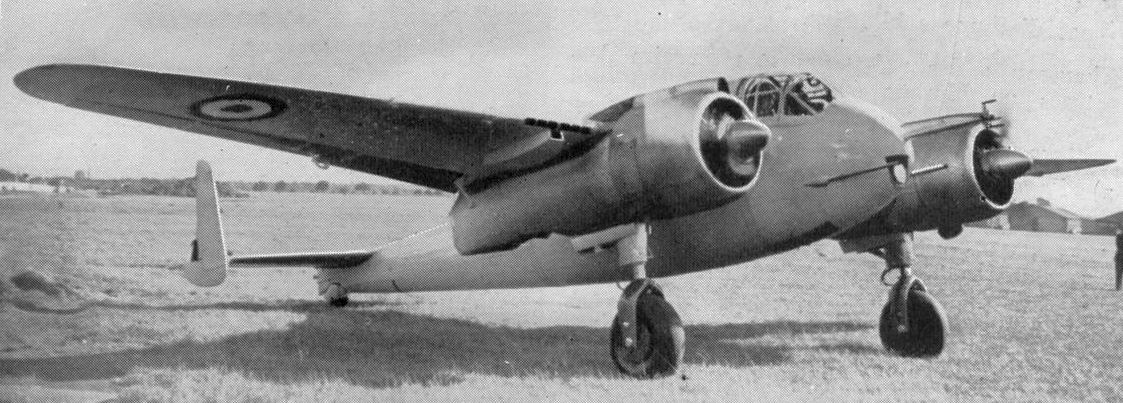
Breguet 690

- Bre 690: prototipo, capostipite della serie. Realizzato in configurazione caccia triposto (C3), venne portato in volo per la prima volta il 23 marzo del 1938.
- Bre 691: denominazione assegnata alla variante biposto da attacco al suolo (AB2). Rispetto al "690", il vano bombe era ricavato in luogo del terzo membro d'equipaggio. Ne furono costruiti settantacinque[9], o settantotto[7], dotati di motori Hispano-Suiza 14AB, prima di passare alla versione "Bre 693" vista la scarsa affidabilità messa in luce proprio dai propulsori.
- Bre 692: versione analoga alla precedente, doveva impiegare motori Gnôme & Rhône 14N. Non superò, tuttavia, la fase progettuale[10].
- Bre 693: dotata di motori Gnôme & Rhône 14M, cronologicamente fu la seconda versione prodotta in serie, ma fu quella prodotta in maggior numero, totalizzando 224 unità.
- Bre 694: versione da ricognizione, triposto. Il prototipo volò il 20 gennaio del 1940 e fu successivamente consegnato all'Aéronavale il 1º giugno; non è noto il suo successivo destino. Come la precedente, questa versione doveva impiegare motori Gnôme & Rhône 14M. Furono siglati un accordo di produzione su licenza da parte della belga SABCA per la costruzione di 32 aerei da impiegare con l'Army Air Service ed un ordine di dodici velivoli per la Svezia. Entrambi gli accordi, tuttavia, rimasero inevasi.
- Bre 695: nuova versione da attacco al suolo, dotata di motori statunitensi Pratt & Whitney Twin Wasp Junior. L'impiego di motori stranieri era stato richiesto direttamente dalle autorità francesi per garantire alternative alla produzione di motori nazionali. Il primo esemplare volò il 3 marzo del 1940 e ne furono realizzati complessivamente cinquanta.
- Bre 696: biposto, destinato a compiti di bombardamento; equipaggiato con motori Gnôme & Rhône 14M, si discostava dalla versione 693 per il vano bombe leggermente ampliato e per modifiche nell'armamento. Il prototipo venne portato in volo il 3 novembre del 1939 ma le fasi di sviluppo non proseguirono oltre[1].
- Bre 697: designazione che fu assegnata al diciassettesimo esemplare della versione "691" che fu modificato mediante l'installazione di una coppia di motori Gnôme & Rhône 14N. Destinato a fungere da sviluppatore del concetto di caccia pesante che avrebbe dovuto concretizzarsi con la produzione della versione "Bre 700", volò per la prima volta 18 ottobre del 1939. Venne successivamente demolito per impedire che cadesse nelle mani del nemico[1].
- Bre 698: versione biposto intesa a ricoprire il ruolo di bombardiere in picchiata (BP2). Caratterizzata per l'impiego di alettoni in funzione di aerofreni, non andò oltre la fase progettuale.
- Bre 699: versione analoga alla "696" ma dotata di motori Pratt & Whitney Twin Wasp Junior. Anche in questo caso il progetto non poté essere portato a termine.
- Bre 700: variante prevista per l'impiego come caccia pesante; venne sviluppata tramite il "697" che, nelle prime prove di volo, mostrò prestazioni rilevanti e condusse le autorità francesi a richiedere due prototipi del "700" il 17 febbraio del 1940. L'invasione tedesca pose però termine ad ogni altro sviluppo.

## Utilizzatori
Francia
- Armée de l'air

 Francia di Vichy
- Armée de l'air de l'armistice

 Italia
- Regia Aeronautica

### Annotazioni
1. ↑  Non esistendo un sistema di designazione ufficiale suggerito dalle autorità militari, la bibliografia e le fonti on line non sono univoche e, come in altri velivoli di produzione francese, questo viene citato come Br 690, Br.690 (puntato) e Bre 690.

### Fonti
1. 1 2 3 4 5 6 7 8 9 10 11 12 13 14  Boroli e Boroli, 1983, p. 98.
2. 1 2 3 4 5 6 7  Pelletier, 2003, p. 41.
3. 1 2 3 4  Breguet Br.691(693), in Уголок неба.
4. 1 2  Breguet Br.693, in avionslegendaires.net.
5. 1 2 3 4 5 6 7 8 9 10  Boroli e Boroli, 1983, p. 97.
6. ↑  Breguet Bre 690, in Aviafrance.com.
7. 1 2 3 4 5 6 7 8 9 10 11 12 13 14  Pelletier, 2003, p. 38.
8. 1 2 3 4  Pelletier, 2003, p. 42.
9. ↑  Breguet 691, in www.historyofwar.org.
10. ↑  Breguet 692, in www.historyofwar.org.